# Pou de glaç de Buscastell
El Pou de glaç de Buscastell, també anomenat de Buscatell, es troba a Maçanet de la Selva, únic poble de la plana de la Selva del qual es té constància de l'existència de pous de glaç. És considerat el pou cobert més gran de tot el país. Està inclòs a l'Inventari del Patrimoni Arquitectònic de Catalunya.

## Característiques
Al pou de Buscastell ens trobem davant d'un notable exemplar de l'arquitectura civil del segle xvii que destaca per les seves mides i grau de conservació. Les primeres referències documentades que en tenim són de 1650, quan n'era propietari en Miquel Buscastell. Els murs són de maçoneria de pedra granítica d'uns 80 cm de gruix, el diàmetre és de 8,50 x 9,20 i té una alçada d'11,20 m. Com la major part dels pous de glaç, la seva forma és totalment cilíndrica, cobert per una cúpula on coexisteixen pedra i rajols fets en un forn situat a uns 100 metres del pou i que va desaparèixer fa uns quaranta anys. Els blocs de gel s'introduïen per la petita porta de la part de dalt, just allà on comença la volta. Des de l'altra obertura, es vigilava el procés d'emmagatzematge.
El gel del pou de Buscastell, a més de a la bassa de la casa, es produïa a la riera de Santa Coloma de Farners en basses d'escassa fondària. El gel produït per les baixes temperatures hivernals es trinxava picant-lo i es deuria transportar amb carretes tirades per bous o mules fins al pou. A l'interior, on els jornalers treballaven amb llum d'espelmes, el glaç es tornava a trinxar i s'hi posava una capa de branques i plantes per afavorir la seva conservació fins a l'arribada de l'estiu, l'estació de màxim consum. La major part de la producció de Buscastell era venuda a Girona, però una part anava a Barcelona, des d'on es distribuïa a altres localitats, com Mallorca.
La inusual entrada amb túnel a peu de pou es va obrir durant la postguerra, quan un veí de Maçanet de la Selva va obtenir permís del propietari per fer una plantació de xampinyons que comercialitzava a Barcelona. Les obres de restauració del pou de Buscastell van ser realitzades pel Taller d'Història de Maçanet de la Selva  que va aportar el treball i la meitat del pressupost necessari per a la reconstrucció; la resta va ser proporcionada per l'Ajuntament de Maçanet, la Diputació de Girona i la Generalitat. La restauració es va estendre des de l'any 1997 fins al 2002, i la cerimònia d'inauguració es va fer el 27 d'octubre d'aquell mateix any.

## Contracte d'explotació del Pou de Can Villà
Antigament, aquests terrenys foren propietat de la família Villà, una de les poques que tenien el privilegi de recollir el glaç de l'Estany de Sils. L'única referència que s'ha trobat fins ara és un document del gener de 1660, conservat a l'Arxiu de Can Trinxeria, en què Guillem de Montcada, Marquès d'Aitona i Senyor directe de l'Estany, concedeix a Francesc Villar de Maçanet replegar tot lo glas ques fa dins lo estany de Sils i rieras mirja lleuga la rededor de dit estany. A canvi, Villar havia de pagar dos sous cada any en moneda barcelonesa (per les festivitats de Sant Pere i de Sant Feliu), i 35 lliures d'entrada.
Per altra banda, al procurador Vilossa li era permès donar i concedir facultat als domers de dita parrochia de Masanet o altre qual senor de traurer eo fer traurer glaç de la senyoria de dit Marques del spay de tres quarteras de sembradura de blat.
En el document també s'esmenta que no hi havia dret de reclamació en cas que l'estany s'assequés de manera natural o artificial. Per altra banda, el marquès havia de fer pública una crida per tal que ningú en tragués glaç, sota pena de pagar quaranta lliures de multa. 	 

## L'ús del glaç
L'ésser humà ha utilitzat el glaç i la neu des de temps molt remots. Les cultures grega i romana destacaven les seves virtuts per a la conservació d'aliments i pel refresc de les begudes, i les aplicacions en medicina van ser transmeses a bastament pels metges musulmans. A mitjan segle xvi es van publicar, en algunes ciutats de la península Ibèrica, llibres de metges que defensaven les virtuts de l'ús de la neu en nombroses aplicacions: com a antiinflamatori, per tallar hemorràgies, en cas de febres, de cremades, mal de cap, malalties de l'estómac, dels ulls i, fins i tot, per a combatre la pesta. La difusió d'aquestes obres va estendre el seu consum en els nuclis urbans.
El comerç de neu i glaç a Catalunya tingué una rellevant importància i els segles XVI-XVII, i sobretot el XVIII, foren cabdals pel seu desenvolupament, esdevenint un gran negoci; l'any 1765, només a la zona del Montseny hi havia quinze pous. La seva instal·lació era, sovint, una concessió del senyor de la zona a famílies amb poder econòmic, social i polític i es posava sota la vigilància d'un comissari-inspector que controlava la producció i el pagament dels impostos corresponents. Aquesta nova indústria es va convertir en un complement econòmic molt important de la seva activitat agrícola per a molts pagesos i també va ser influent en altres oficis, com els jornalers que participaven en els treballs d'empouar i desempouar i els traginers. L'abandonament dels pous a partir de mitjan segle xix fou degut a l'aparició de la tecnologia (electricitat) que permetia la fabricació industrial del glaç.

## Com es produïa
En cotes baixes (Maçanet de la Selva és a cent metres sobre el nivell del mar) la recol·lecció del glaç es feia a l'hivern, aprofitant el que cobria la superfície de basses poc profundes situades en racons molt obacs, freds, a prop dels pous i que es feien amb aquesta finalitat. Quan s'aconseguien tels d'uns 20 centímetres de gruix, colles de jornalers extreien el glaç trencant-lo amb masses o magalls o bé es serrava a l'entorn d'uns motlles, aconseguint així blocs regulars que amb uns paners de canyes i vímets amb dues nanses per a penjar-los d'una barra, es transportaven en carros, a bast o simplement s'estiraven amb ganxos fins al pou, on els pouers separaven les capes amb boll (pellofa que cobreix el gra del blat) per evitar que es compactessin.
Tot aquest procés rebia el nom d'empouament. Si els tels de glaç eren massa prims es podien trinxar dins el pou i es compactaven dins de motlles fins a formar els gruixos de glaç de 20 cm. No s'ha conservat cap dels patrons de serrar o dels motlles per a compactar pans de glaç que s'usaven a Buscastell, però els documents mostren unes mesures força coincidents a tot Catalunya de 40 x 80 cm el que, considerant els 20 cm de gruix, donarien a cada pa un volum i un pes equivalent a 62,4 quilograms. Per a un bon manteniment, era indispensable que hi hagués un desguàs per a l'aigua del desglaç que sempre es produïa, com també era molt important prendre mesures perquè no hi entrés aigua dins del pou. El treball de desempouar es coordinava amb el del transport per tal que hi hagués les mínimes pèrdues de glaç. A l'interior del pou els picadors tornaven a tallar el glaç a mida de motlle per fer els pans, els treien amb corrioles i els embolicaven amb boll, a punt per ser carregats i fer el viatge.
El transport de glaç solia fer-se sobre bèsties de càrrega. Dos pans de glaç sumaven una càrrega d'uns 124,8 quilograms que es transportaven dins de sàrries o caixes de fusta. Es procurava viatjar de nit per reduir el desglaçament, però tot i així, amb el trasllat es perdia entre un 20 i un 30% del producte. En funció del trajecte, el comprador i el traginer acordaven un temps i un preu per al transport de cada càrrega. El traginer assumia les pèrdues i cobrava segons el que arribava finalment a destí, descomptant els menyscabaments produïts durant el trasllat. I encara s'havia de tenir en compte que se'n perdia un 3% més durant el procés de comercialització. L'abastament de glaç a les ciutats es garantia durant els mesos de juny a octubre.

## El glaç a la ciutat
Les administracions municipals van establir el monopoli sobre aquest subministrament que, un cop a ciutat, es posava en mans del pesador de neu o encarregat de pesar tot el que hi arribava. Habitualment, aquest monopoli s'adjudicava a un sol comerciant, ja que era un procés difícil i arriscat al tractar-se d'un producte molt delicat i sobrevalorat. El glaç al detall s'havia de vendre als taulells municipals al preu fixat pels comissaris de la Taula de Canvi de cada ciutat, que fixava un preu màxim de venda. Segons dades documentals de 1717, Girona amb 4.700 habitants, consumia unes 76 tones (1.825 pans), és a dir, uns 16 quilograms per habitant i any. Però també es va desenvolupar un ampli mercat paral·lel al marge de les regulacions municipals, sovint fora del recinte de la ciutat.
El glaç era considerat com a aliment i estava legislat com altres productes de primera necessitat. A preu oficial, amb els impostos, el glaç costava uns 10 diners per quilogram, un preu similar al del vi i la meitat que el del blat. Era un producte de luxe i el seu cost es justificava tant pels laboriosos processos d'obtenció i conservació com pel fet que permetia conservar productes com la carn que costava unes quinze vegades més que el glaç i perquè, a més, s'hi afegien les suposades qualitats curatives i purificadores.
A Maçanet hi ha constància de dos pous més a part del de Buscastell però es troben enderrocats i tapats; un d'ells és el situat prop del Turó de la Neu a Can Villà del veïnat de Soliva, avui aprofitat per al dipòsit d'aigua de la urbanització Maçanet Residencial Park, i l'altre en els mateixos límits de l'Estany, en els terrenys del Mas Puigtió.